# ダイレクト・リクルーティング
ダイレクトリクルーティングは、人材採用方法の一種。採用の候補者に対しての積極的な採用活動を行うこと。海外ではSourcing (personnel) としても知られる。

## 概要
日本における採用市場は、職業紹介事業として厚生労働大臣の許可を受けた職業紹介事業者が、転職を希望する求職者と労働者を求める企業（求人者）との仲介を行うサービスや、ポータルサイトに広告料を払って転職情報を掲載する転職情報サイトを用いた採用が主流である。近年、インターネットやソーシャル・ネットワーキング・サービスの普及、人手不足や人材獲得競争のグローバル化を背景に、これまで主流であった方法による転職顕在層へのアプローチに加えて、転職を積極的に考えていない潜在層へのアプローチにより採用ターゲットの母集団形成を行う方法が普及している。
ダイレクトリクルーティングとは、企業側から「欲しい」人材を得るために、採れる手段を主体的に考え、能動的に実行する採用活動を指す。社員紹介や縁故採用をリファラル・リクルーティング（英語: Referral recruitment）として再定義されているが、社員紹介による母集団形成もダイレクトリクルーティングに含まれる。
HRプロ主催の第三回HRチャレンジ大賞 では、
ダイレクトリクルーティングのプラットフォームの提供が、採用コストを減少させ、ミスマッチの低減に寄与する人材サービスであるとして、国内で最初にダイレクトリクルーティングを提唱したビズリーチが受賞。

## 動向

### 業界の動き
日本国内では新卒向けサービスのOfferBoxや、中途採用向けサービスのビズリーチなどのサービスがあり、近年少しずつ市場が広がり始めている。
また、領域に特化したサービスも増えてきており、理系の新卒採用に特化したTECH OFFERやITエンジニアの中途採用に特化したTechAcademyなども登場した。